# معادله کارپلوس

نمودار رابطه کارپلوس J _{HH} (φ) = 12 cos ^{^ 2} φ - cos φ +2
بدست آمده برای مشتقات اتان

معادله کارپلوس ، به نام مارتین کارپلوس ، همبستگی بینJ 3 ثابت جغت شدگی و زاویه پیچش دو طرفه را در طیف سنجی تشدید مغناطیسی هسته ای توصیف می کند : 
{\displaystyle J(\phi )=A\cos ^{2}\phi +B\cos \,\phi +C}
که در آن J ثابت جفت‌شدگی 3 J است ، {\displaystyle \phi } زاویه دو طرفه است و A ، B و C پارامترهای تجربی مشتق شده ای هستند که مقادیر آنها به اتم ها و جایگزین های درگیر بستگی دارد.  این رابطه ممکن است به روشهای معادل مختلف بیان شود ، به عنوان مثال شامل cos 2 φ به جای cos 2 φ اینها منجر به مقادیر مختلف عددی A ، B و C می شوند اما ماهیت رابطه را تغییر نمی‌دهند.
رابطه برای ثابت جفت‌شدگی   J 3H، H استفاده می شود. بالانویس "3" نشان می دهد که یک اتم 1 H به یکی دیگر از اتم H 1 همراه سه پیوند دور، از طریق پیوند H−C−C−H جفت شده است. (چنین هیدروژنهایی که به اتمهای کربن همسایه متصل می شوند ، مجاور نامیده می شوند).  قدرت این کوپل ها به طور کلی زمانی که که زاویه پیچش نزدیک به 90 درجه است  کمترین است و بزرگترین آن در زاویه های 0 و 180 درجه باشد.
این رابطه بین هندسه محلی و ثابت جفت شدگی از نظر طیف سنجی تشدید مغناطیسی هسته ای از ارزش بالایی برخوردار است و به ویژه برای تعیین زاویه پیچش ستون فقراتی در مطالعات NMR پروتئین بسیار ارزشمند است.